# 알바니아 공군

알바니아 공군(알바니아어: Forca Ajrore e Republikës së Shqipërisë - 알바니아 공화국 공군)은 알바니아의 공군이자 알바니아군의 일부이다.

## 구조
공군 본부는 티라나에 위치하고 있으며 3개의 공군 기지를 운영하고 있다. 스페인의 NATO 통합 방공 시스템 CAOC 토레혼에 보고하는 국가 통제 및 보고 센터가 있는 티라나 공군 기지, 쿠초브 공군 기지, 그리고 본거지인 라프라카 공군 기지(정부 수송헬기의 본거지)를 운용한다.

## 같이 보기
- 알바니아군